# František I. Pálffy
František I. Pállfy z Erdődu (německy Franz I. Pálffy ab Erdöd, maďarsky Erdődyi Pállfy I. Ferenc, † 4. října 1693, Pignarola) byl uherský šlechtic z rodu Pálffyů a voják.

## Život
Narodil se jako syn císařského polního maršála hraběte Jana Karla Pállfy z Erdődu (1645–1694) a jeho manželky kněžny Sidonie Anežky z Lichtenštejna (1645 – 20. března 1721), dcerou lichtenštejnského knížete Hartmana III. z Lichtenštejna (1613–1686) a jeho manželky Sidonie Alžběty ze Salm-Reifferscheidtu (1623–1688) a sestrou Antonína Floriána z Lichtenštejna. Podle jiných zdrojů měla být matkou Kateřina z Lichtenštejna. 
Stejně jako většina mužských příslušníků jeho rodu, také on se stal vojákem. Zemřel jako svobodný a bezdětný na bojišti při tažení v Itálii.
Pokračovatelem rodové linie se stal jeho bratr Mikuláš V. Josef (1671 – 10. srpna 1706), ženatý od roku 1693 s hraběnkou Julianou Terezou Drugethovou z Homonny (1679–1726). Měli syna, po jehož smrti však vyhasla linie potomků hraběte Pavla IV. Pálffyho. 